# 辛普森 (阿肯色州波普縣)
辛普森（英語：Simpson）是位於美國阿肯色州波普縣的一個非建制地區。該地的面積和人口皆未知。

## 地理
辛普森的座標為35°36′26″N 93°03′58″W / 35.60722°N 93.06611°W，而該地的平均海拔高度為568米（即1863英尺）。